# Baggio Rakotoarisoa
Baggio Rakotoarisoa (Antananarivo, 24 de enero de 1994) es un futbolista malgache que juega en la demarcación de delantero para el SS Jeanne d'Arc del Primera División de Reunión.

## Selección nacional
Hizo su debut con la selección de fútbol de Madagascar el 22 de abril de 2017 en un encuentro de clasificación para el Campeonato Africano de Naciones de 2018 contra Malaui que finalizó con un resultado de 1-0 a favor del combinado malgache tras el gol de Ardino Raveloarisona. Además disputó la Copa COSAFA 2017 y la Copa COSAFA 2018.

## Clubes
| Club            | País       | Año       | Partidos | Goles |
| --------------- | ---------- | --------- | -------- | ----- |
| Fosa Juniors FC | Madagascar | 2016-2020 | 3        | 1     |
| AS Excelsior    | Reunión    | 2021      | 10       | 2     |
| SS Jeanne d'Arc | Reunión    | 2022-     | 37       | 6     |

## Palmarés

### Campeonatos nacionales
| Título                        | Club            | País       | Año  |
| ----------------------------- | --------------- | ---------- | ---- |
| Campeonato malgache de fútbol | Fosa Juniors FC | Madagascar | 2019 |
| Copa de Madagascar            | Fosa Juniors FC | Madagascar | 2017 |
| Copa de Madagascar            | Fosa Juniors FC | Madagascar | 2019 |